# دانشگاه مونستر

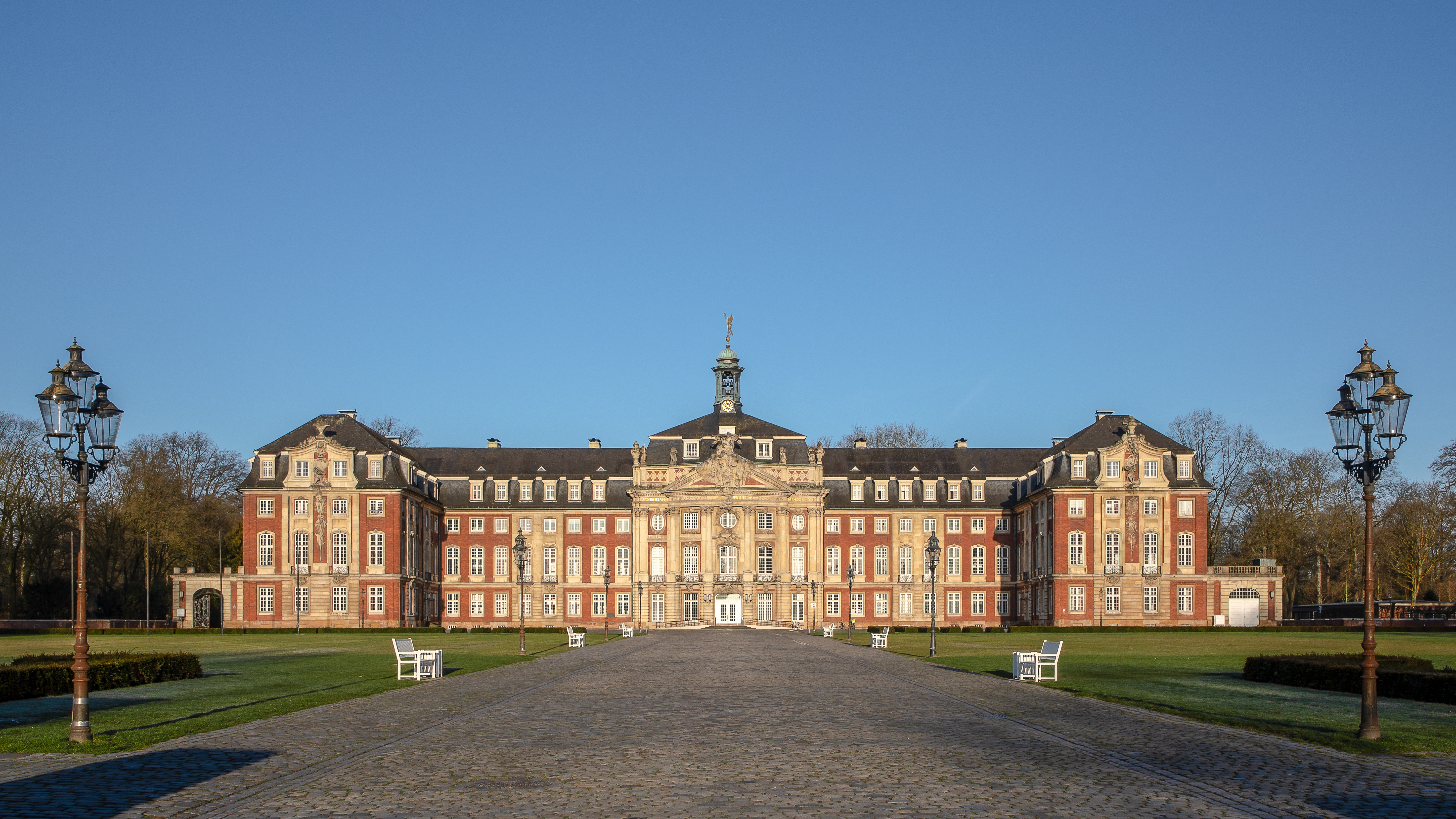
دورنمایی از قلعهٔ مونستر در نوردراین-وستفالن، آلمان. این کاخ اکنون به عنوان یکی از ساختمان‌های دانشگاه مونستر به‌کار می‌رود.

دانشگاه مونستر (به آلمانی: Westfälische Wilhelms-Universität Münster) یک دانشگاه تحقیقاتی دولتی در شهر مونستر واقع در ایالت نوردراین-وستفالن آلمان است که در سال ۱۷۸۰ میلادی بنیان‌نهاده شده‌است.
این دانشگاه با بیش از ۴۰ هزار دانشجو و ۱۳۰ زمینهٔ مختلف آموزشی (بر طبق آمار ۲۰۰۴) یکی از بزرگ‌ترین دانشگاه‌های آلمان است. این دانشگاه از معروف‌ترین دانشگاه‌های جهان و از مراکز مهم تحقیقی در آلمان و اروپا است.

## اساتید برجسته
یوزف راتسینگر، پاپ اعظم کلیسای کاتولیک، سابقاً در دانشکده تئولوژی دانشگاه مونستر تدریس می‌کرد.